# 五臓圓ビル
五臓圓ビル（ごぞうえんビル）は、鳥取県鳥取市にある歴史的建造物。国の登録有形文化財。

## 概要
智頭街道と二階町通りの交差点に位置する。
鳥取地震（1943年）と鳥取大火（1952年）で罹災したが消失を免れ、現在では鳥取市に現存する鉄筋コンクリート造のビルで最古となっている。
1階部分は竣工当初から「五臓円薬局」が入っている。